# Dallas Open
El torneig de Dallas, també conegut com a Dallas Open, és un torneig professional de tennis que es disputa sobre pista dura interior. Pertany a les sèries ATP World Tour 250 del circuit ATP masculí i se celebra al Styslinger/Altec Tennis Complex de Dallas, Estats Units.

## Història
El torneig es va crear l'any 2022 en substitució del torneig celebrat a Nova York. El darrer torneig disputat a Dallas fou l'any 1983.

## Palmarès

### Individual masculí
| Any          | Campió           | Finalista       | Resultat                |
| ------------ | ---------------- | --------------- | ----------------------- |
| ATP Tour 500 |                  |                 |                         |
| 2025         | Denis Shapovalov | Casper Ruud     | 7−6(5), 6−3             |
| ATP Tour 250 |                  |                 |                         |
| 2024         | Tommy Paul       | Marcos Giron    | 7−6(3), 5−7, 6−3        |
| 2023         | Wu Yibing        | John Isner      | 6−7(4), 7−6(3), 7−6(12) |
| 2022         | Reilly Opelka    | Jenson Brooksby | 7−6(5), 7−6(3)          |

### Dobles masculins
| Any          | Campions                          | Finalistes                        | Resultat            |
| ------------ | --------------------------------- | --------------------------------- | ------------------- |
| ATP Tour 500 |                                   |                                   |                     |
| 2025         | Christian Harrison Evan King      | Ariel Behar Robert Galloway       | 7−6(4), 7−6(4)      |
| ATP Tour 250 |                                   |                                   |                     |
| 2024         | Max Purcell Jordan Thompson       | William Blumberg Rinky Hijikata   | 6−4, 2−6, [10−8]    |
| 2023         | Jamie Murray Michael Venus        | Nathaniel Lammons Jackson Withrow | 1−6, 7−6(4), [10−7] |
| 2022         | Marcelo Arévalo Jean-Julien Rojer | Lloyd Glasspool Harri Heliövaara  | 7−6(4), 6−4         |